# Plavecký Mikuláš
Plavecký Mikuláš (Hongaars:Detrekőszentmiklós) is een Slowaakse gemeente in de regio Bratislava, en maakt deel uit van het district Malacky.
Plavecký Mikuláš telt 719 inwoners.